# Ми Фэй
Ми Фэй (кит. 米黻, 1051—1107, также известен как Ми Фу) — китайский художник, поэт и каллиграф согдийского происхождения.
Предки Ми Фэя происходили из города Тайюань. Поскольку его мать была кормилицей императора Ин-цзуна, Ми Фэй рос в императорском дворце и свободно общался со знатью, что послужило толчком к развитию его талантов в каллиграфии и живописи.
Основное занятие — государственный служащий. На протяжении жизни занимал должности в Императорской библиотеке, военного губернатора Увэя в Аньхой, секретаря в Совете по ритуалам и губернатора Хуайяна в Цзянсу. Ми Фу был женат и имел пять сыновей, из которых выжили только два старших, и восемь дочерей.
В живописи он прославился своими туманными, поэтически-вольными пейзажами, в которых пятна туши, нанесённые с помощью плоской щётки, могли иметь большую выразительность, чем линии и контуры. Больше всего в живописи Ми Фэй ценил самовыражение, что соответствовало его свободолюбивому и индивидуалистическому нраву. В поэзии он был последователем стиля Ли Бая, а в каллиграфии — Ван Сичжи. Как каллиграф он стал наиболее известен и считался одним из четырёх лучших каллиграфов империи Сун.
Ми Фэй считался современниками очень эксцентричным человеком и за свои выходки получил прозвище «Сумасшедший Ми». Он коллекционировал камни, и однажды он собрал несколько штук, объявив один из них своим старшим братом и поклоняясь ему как старшему члену семьи. Известно также, что Ми Фэй злоупотреблял алкоголем.
Его сын Ми Южэнь также стал известным живописцем, но прожил, в отличие от отца, до преклонных лет.